# العلاقات التنزانية الليتوانية
العلاقات التنزانية الليتوانية هي العلاقات الثنائية التي تجمع بين تنزانيا وليتوانيا.

## مقارنة بين البلدين
هذه مقارنة عامة ومرجعية للدولتين:
| وجه المقارنة                                              | تنزانيا                        | ليتوانيا                                                    |
| --------------------------------------------------------- | ------------------------------ | ----------------------------------------------------------- |
| المساحة (كم2)                                             | 947.30 ألف                     | 65.30 ألف                                                   |
| عدد السكان (نسمة)                                         | 57.31 مليون                    | 2.79 مليون                                                  |
| الكثافة السكانية (ن./كم²)                                 | 60.5                           | 42.73                                                       |
| العاصمة                                                   | دودوما                         | فيلنيوس، كاوناس                                             |
| اللغة الرسمية                                             | اللغة السواحلية، لغة إنجليزية  | اللغة الليتوانية                                            |
| العملة                                                    | شيلينغ تانزاني                 | ليتاس ليتواني، يورو                                         |
| الناتج المحلي الإجمالي (بليون دولار)                      | 52.09 مليار                    | 47.17 مليار                                                 |
| الناتج المحلي الإجمالي (تعادل القوة الشرائية) بليون دولار | 138.73 مليار                   | 84.06 مليار                                                 |
| الناتج المحلي الإجمالي الاسمي للفرد دولار أمريكي          | 878                            | 14.15 ألف                                                   |
| الناتج المحلي الإجمالي للفرد دولار أمريكي                 | 2.54 ألف                       | 27.69 ألف                                                   |
| مؤشر التنمية البشرية                                      | 0.521                          | 0.839                                                       |
| رمز المكالمات الدولي                                      | +255                           | +370                                                        |
| رمز الإنترنت                                              | .tz                            | .lt                                                         |
| المنطقة الزمنية                                           | ت ع م+03:00، توقيت شرق أفريقيا | ت ع م+02:00، ت ع م+03:00، أوروبا/فيلنيوس ‏، توقيت شرق أوروبا |

## منظمات دولية مشتركة
يشترك البلدان في عضوية مجموعة من المنظمات الدولية، منها:
| علم المنظمة | اسم المنظمة                               | تاريخ انضمام تنزانيا | تاريخ انضمام ليتوانيا |
| ----------- | ----------------------------------------- | -------------------- | --------------------- |
|             | مؤسسة التنمية الدولية                     | 6 نوفمبر 1962        | 23 سبتمبر 2011        |
|             | يونسكو                                    | 6 مارس 1962          | 7 أكتوبر 1991         |
|             | وكالة ضمان الاستثمار متعدد الأطراف        | 19 يونيو 1992        | 8 يونيو 1993          |
|             | الأمم المتحدة                             | 14 ديسمبر 1961       | 17 سبتمبر 1991        |
|             | الاتحاد البريدي العالمي                   | ?                    | ?                     |
|             | البنك الدولي للإنشاء والتعمير             | 10 سبتمبر 1962       | 6 يوليو 1992          |
|             | الاتحاد الدولي للاتصالات                  | 31 أكتوبر 1962       | 1 يوليو 1923          |
|             | منظمة حظر الأسلحة الكيميائية              | ?                    | ?                     |
|             | مؤسسة التمويل الدولية                     | 10 سبتمبر 1962       | 15 يناير 1993         |
|             | المركز الدولي لتسوية المنازعات الاستشارية | 17 يونيو 1992        | 5 أغسطس 1992          |
|             | منظمة التجارة العالمية                    | 1995                 | ?                     |
|             | منظمة الشرطة الجنائية الدولية             | ?                    | ?                     |

## وصلات خارجية
- موقع وزارة الخارجية التنزانية
- موقع وزارة الخارجية الليتوانية